# モニオ・ダラス
モニオ・ダラス（Moniot d'Arras, 活躍：1213年～1239年）は、トゥルヴェールの伝統にのっとった中世フランスの作曲家。モニオ・ダラスとは「アラスの僧侶」の謂であり、その名の通りアラスの僧院に仕えた修道士であった。
聖俗両面にわたってモノフォニー歌曲を残す。モニオの詩の多くは、貴族階級に向けられている。世俗音楽の多くは、「宮廷の愛」の伝統を反映して、秘め事や公然の仲について取り上げている。最も有名な歌曲《そは5月のこと Ce fut en mai》は、逢瀬を嗅ぎ付けられた貴婦人と騎士の報われぬ恋について物語っている。